# De Land Southwest
De Land Southwest é uma Região censo-designada localizada no estado americano de Flórida, no Condado de Volusia.

## Demografia
Segundo o censo americano de 2000, a sua população era de 1169 habitantes.

## Geografia
De acordo com o United States Census Bureau, a região tem uma área de
1,6 km², dos quais 1,6 km² cobertos por terra e 0,0 km² cobertos por água.

## Localidades na vizinhança
O diagrama seguinte representa as localidades num raio de 16 km ao redor de De Land Southwest.